# Anatol Herzfeld

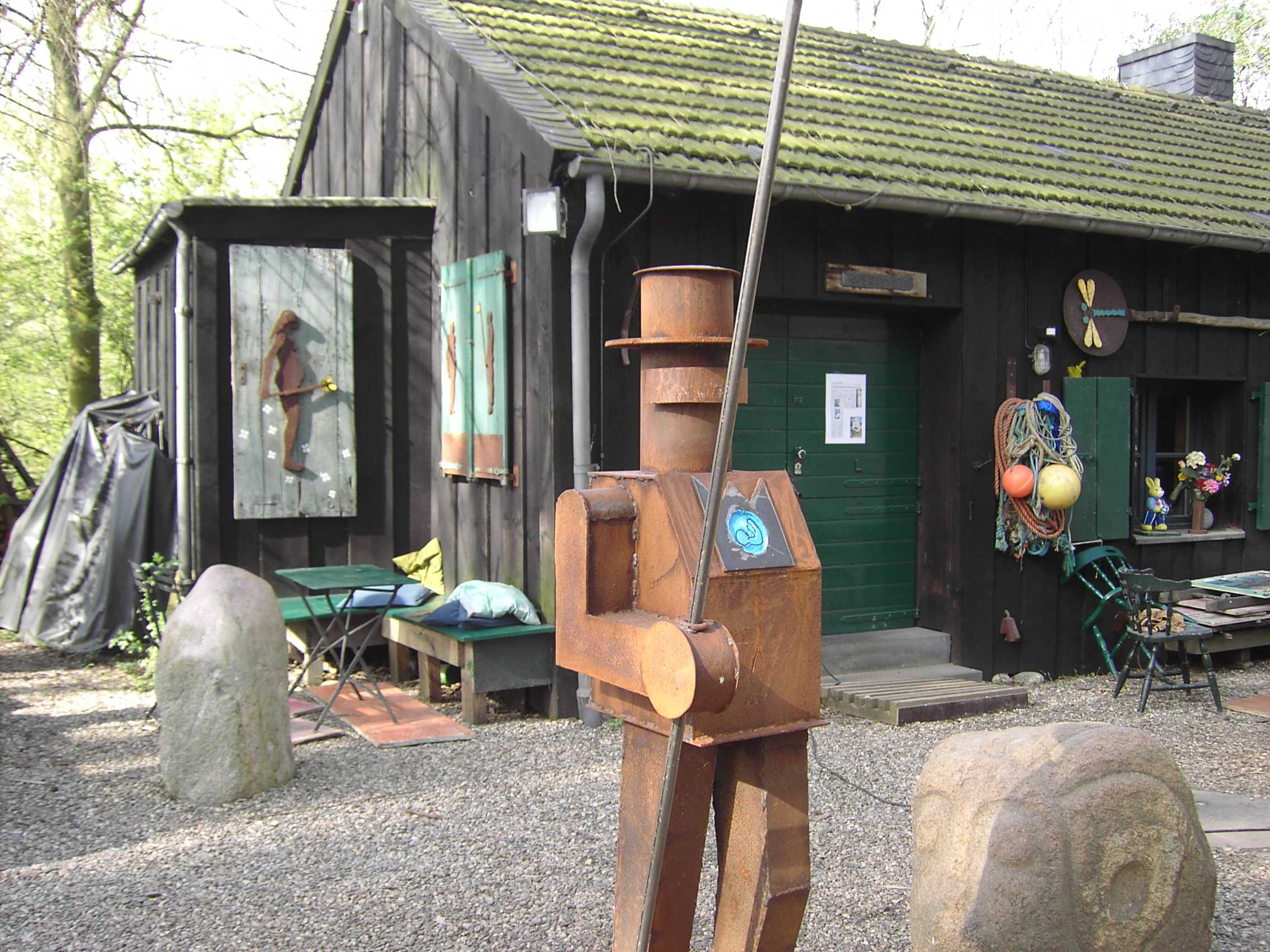
Werkplaats Anatol Herzfeld

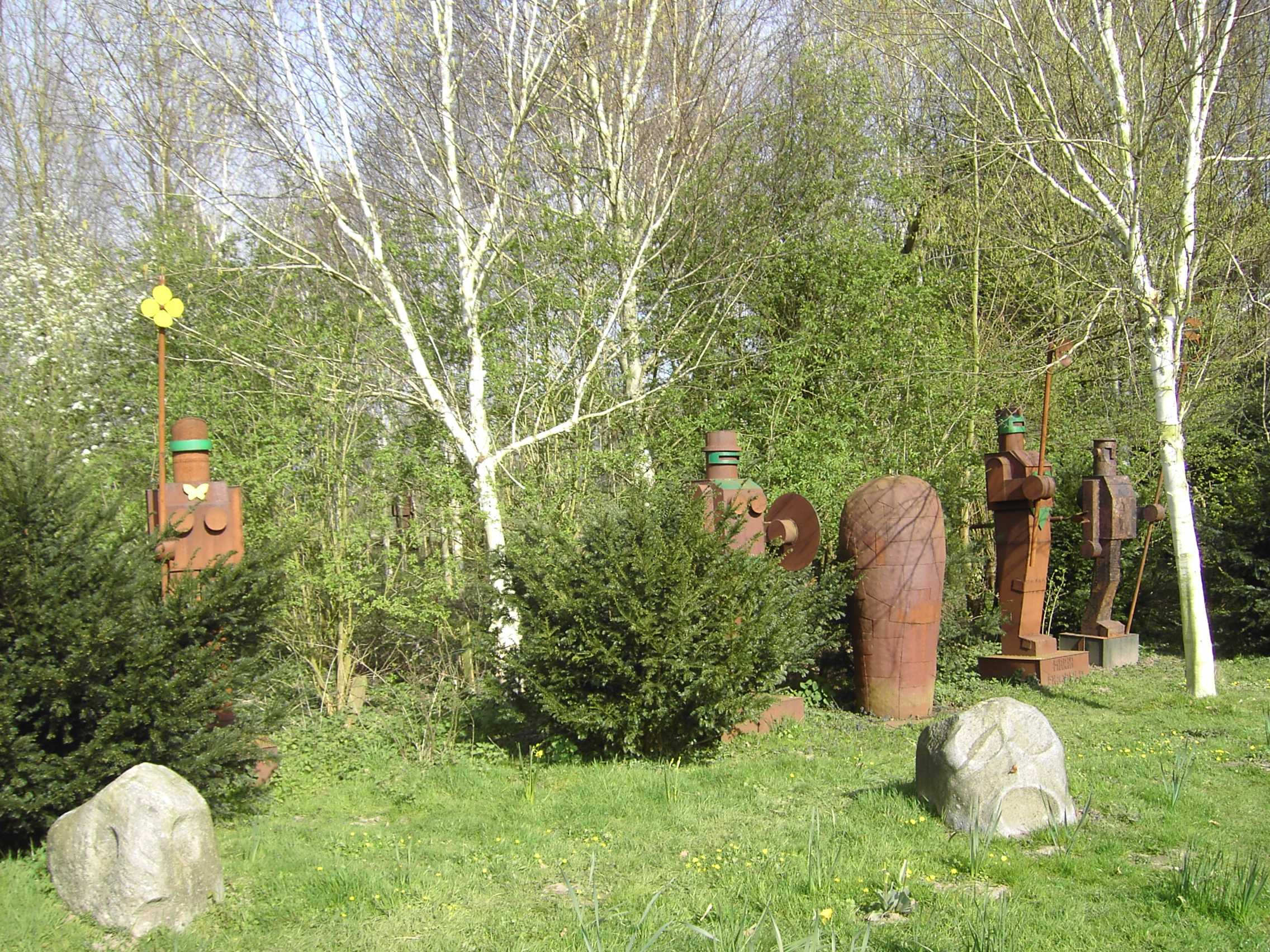
Werken van Anatol Herzfeld

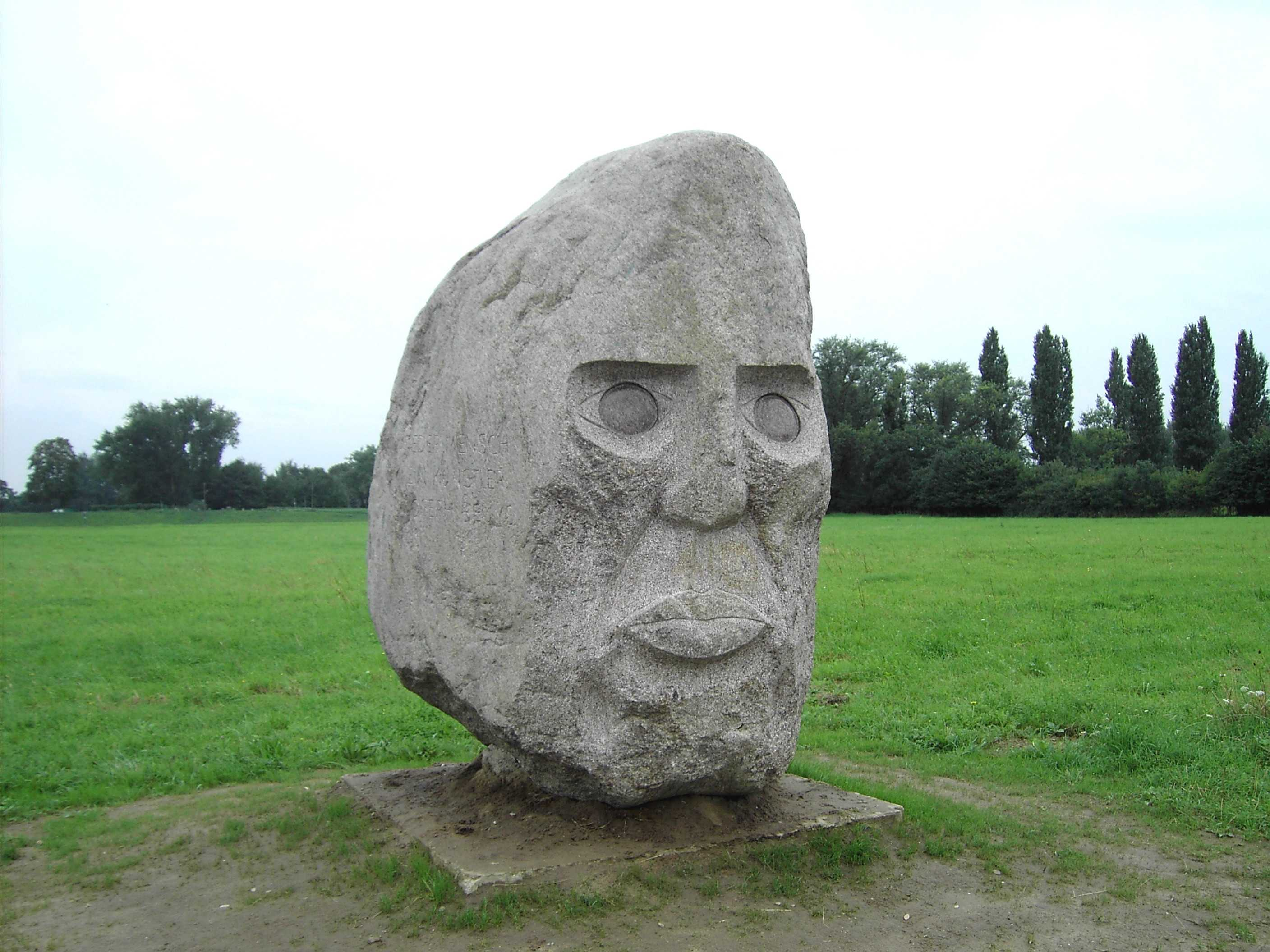
Joseph Beuys, Meerbusch

Anatol Herzfeld eigenlijk Karl-Heinz Herzfeld (Insterburg (Oost-Pruisen), 21 januari 1931 - Moers, 10 mei 2019), was een Duitse beeldhouwer.

## Leven en werk
Anatol Herzfeld studeerde van 1964 tot 1972 beeldhouwkunst bij Joseph Beuys, met wie hij via vrienden in contact was gekomen, en gedurende een semester architectuur bij Karl Wimmenauer
aan de Staatliche Kunstakademie Düsseldorf. Hij had in 1970 een eerste tentoonstelling Gegenverkehr in Aken. In 1972 volgde deelname aan (groeps)tentoonstellingen in Keulen, Düsseldorf en in Museum Folkwang in Essen en werd hij uitgenodigd voor de prestigieuze documenta 6 in Kassel.
In 1975 stelde hij werk tentoon bij de Kunstverein Oldenburg en was hij medeoprichter van de Freie Akademie Oldenburg. In 1977 werd hij uitgenodigd voor documenta VI en in 1982 voor documenta VII. Hij nam in 1979 deel aan een groepstentoonstelling in het Karl-Ernst-Osthaus-Museum in Hagen en in 1980 bij de Kunstverein Krefeld. Van 1979 tot 1981 was hij docent aan de kunstacademie van Düsseldorf. In 1983 nam hij deel aan de expositie Kunst - Landschaft - Architektur in de Nationalgalerie in Berlijn en in 1988 was hij aanwezig bij de Biënnale Middelheim in Antwerpen. Tot het bereiken van zijn pensioengerechtigde leeftijd was hij, naast zijn werk als kunstenaar, als voorlichter op scholen in dienst van de politie in Düsseldorf.

## Insel Museum Hombroich
In 1980 startte Anatol Herzfeld zijn activiteiten op het terrein aan de oever van de rivier de Erft in het stadsdeel Holzheim van Neuss. In 1982, het jaar waarin de Stiftung Insel Hombroich werd opgericht met het motto Kunst Parallel Zur Natur, vestigde hij daar zijn atelier, dat tevens diende als woning. Met de kunstenaar Erwin Heerich behoorde hij tot de eerste kunstenaars van beeldenpark/museum Museum Insel Hombroich.
Anatol Herzfeld werkte vooral met de materialen hout, natuursteen en ijzer. De kunstenaar woonde, werkte in Düsseldorf en in zijn werkplaats Hombroich.

## Die Reise nach Suriname
In 2016 maakte hij met Frank Merks de expositie Die Reise nach Suriname, die in G-Art Blok in Paramaribo werd geëxposeerd. Ze waren tot dat moment nog nooit in Suriname geweest en maakten de werken uit hout op basis van foto's en filmbeelden.

## Werken (selectie)
- Wächter, Gemeentehuis, Neuss
- Eisenmänner, Museum Insel Hombroich, Neuss
- Parlament, Museum Insel Hombroich, Neuss
- Die Kirche, Insel Hombroich, Neuss
- Die Schule, Insel Hombroich, Neuss
- Königsstuhl (1969), Skulpturengarten Museum Abteiberg in Mönchengladbach
- Jade 1 (1975), Dangast, Jadeboezem (versie in lood is verloren gegaan)
- Traumschiff Tante Olga (1977), Heinrich-Schütz-Schule in Kassel
- Jade 2, Dangast, Jadeboezem (nieuwe versie in kunststof)
- Der Schütze, Am Schützen- und Ständebaum in Neuss-Holzheim
- Wachstation des Denkens gegen illegale Gewalt (documenta IX 1992) in Kassel
- Marktredewitz-Tor (1999), Engerland-Platz in Marktredwitz
- Die Wächter der Goitzsche (2000), Goitschesee (of Bernsteinsee) bij Bitterfeld-Wolfen, Saksen-Anhalt
- Die Wächter der Kinder (2002), Viersen
- Kopf Joseph Beuys (2008), aan de Rheindeich in Meerbusch-Büderich
- Urhaus, Busan, Zuid-Korea

## Fotogalerij

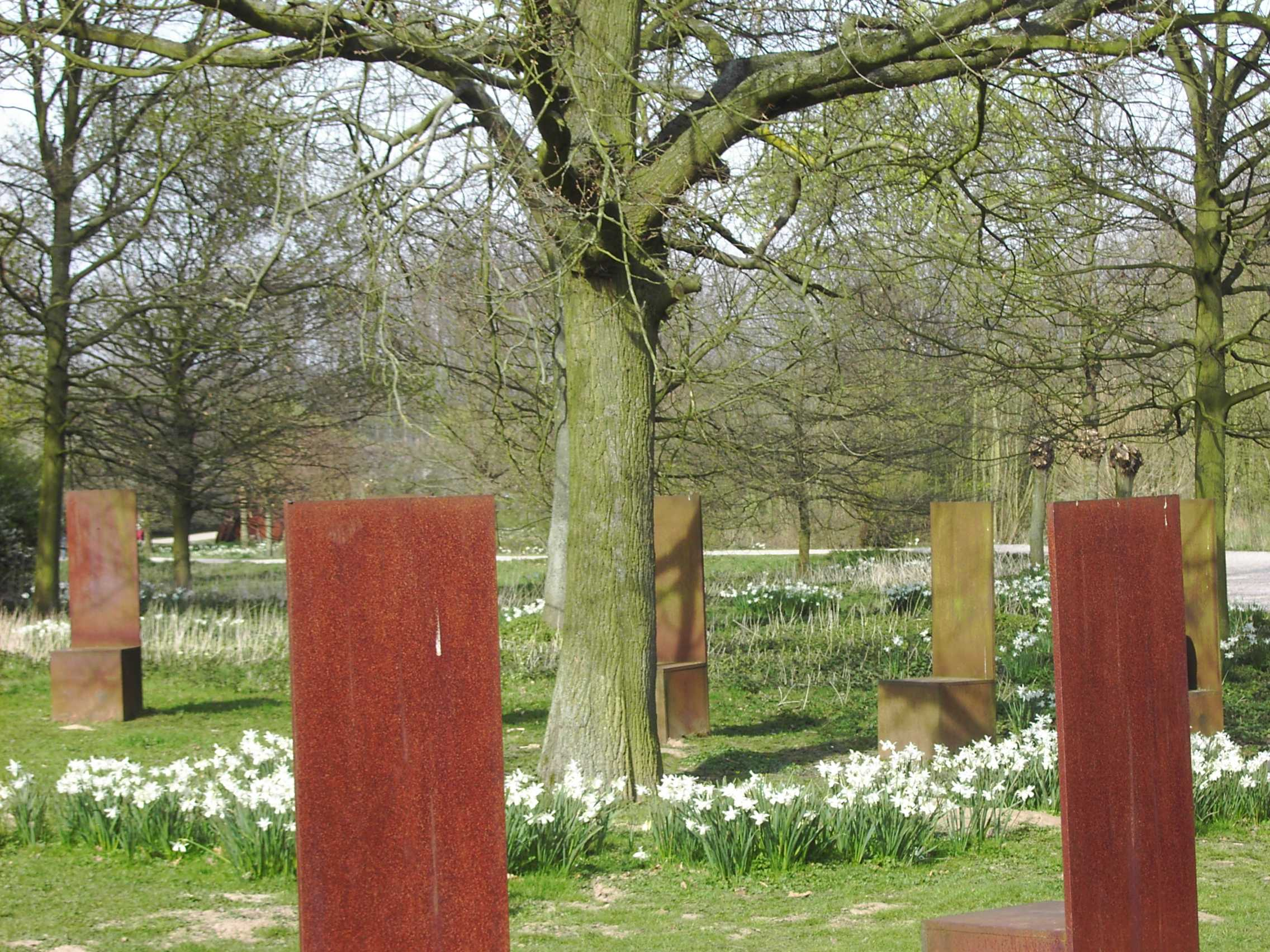
Parlament, Museum Insel Hombroich
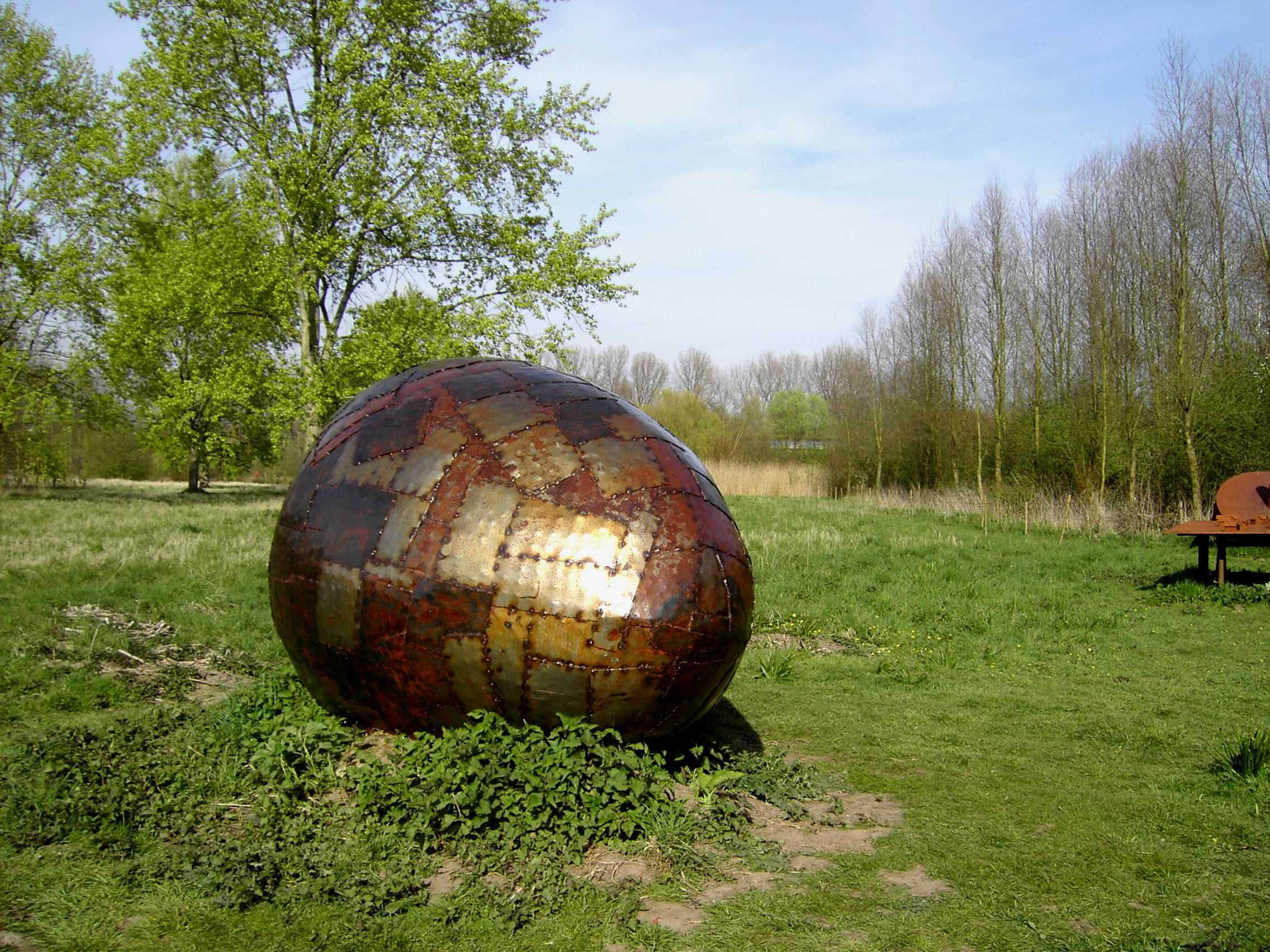
Osterei, Museum Insel Hombroich
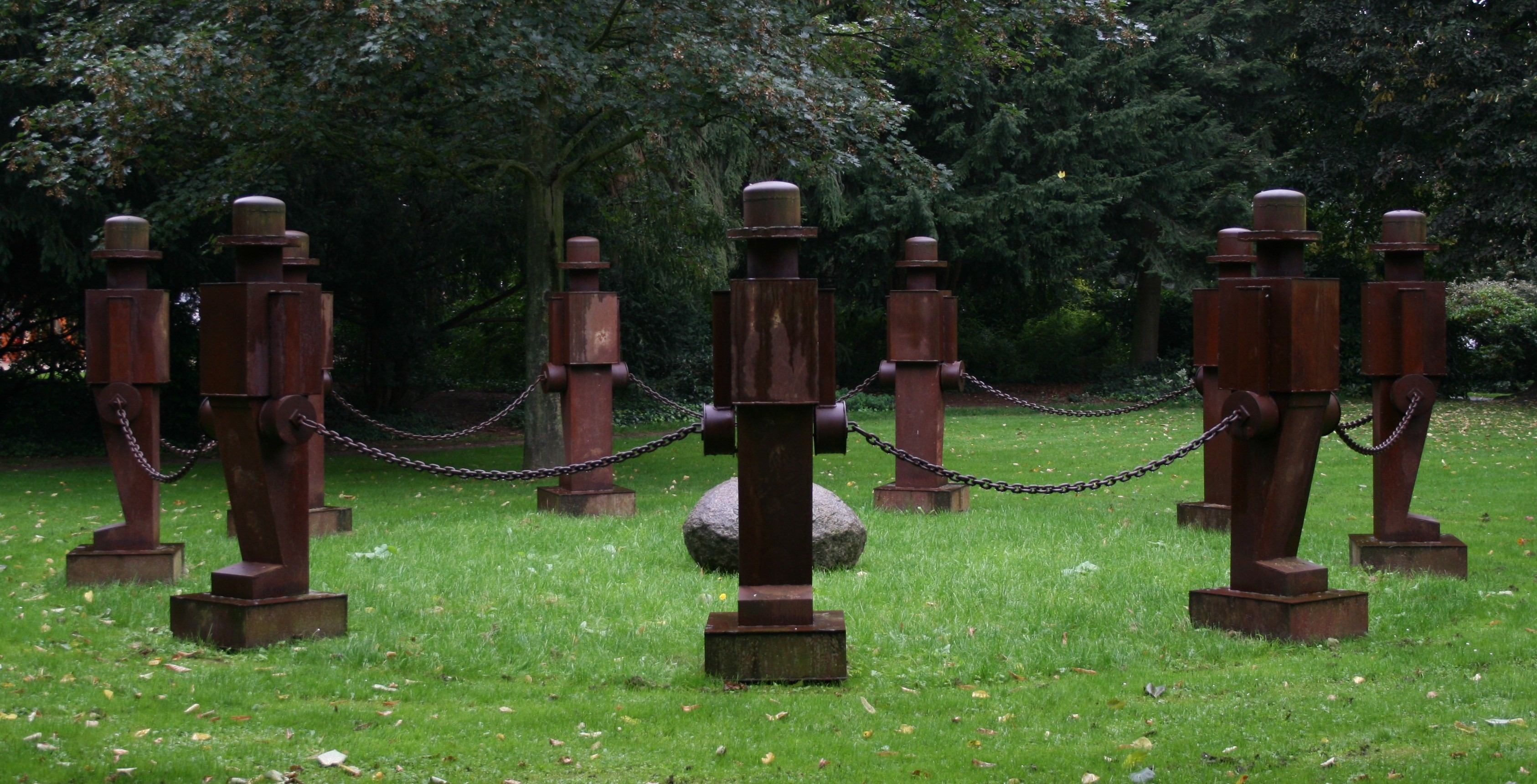
die Wächter der Kinder, Viersen
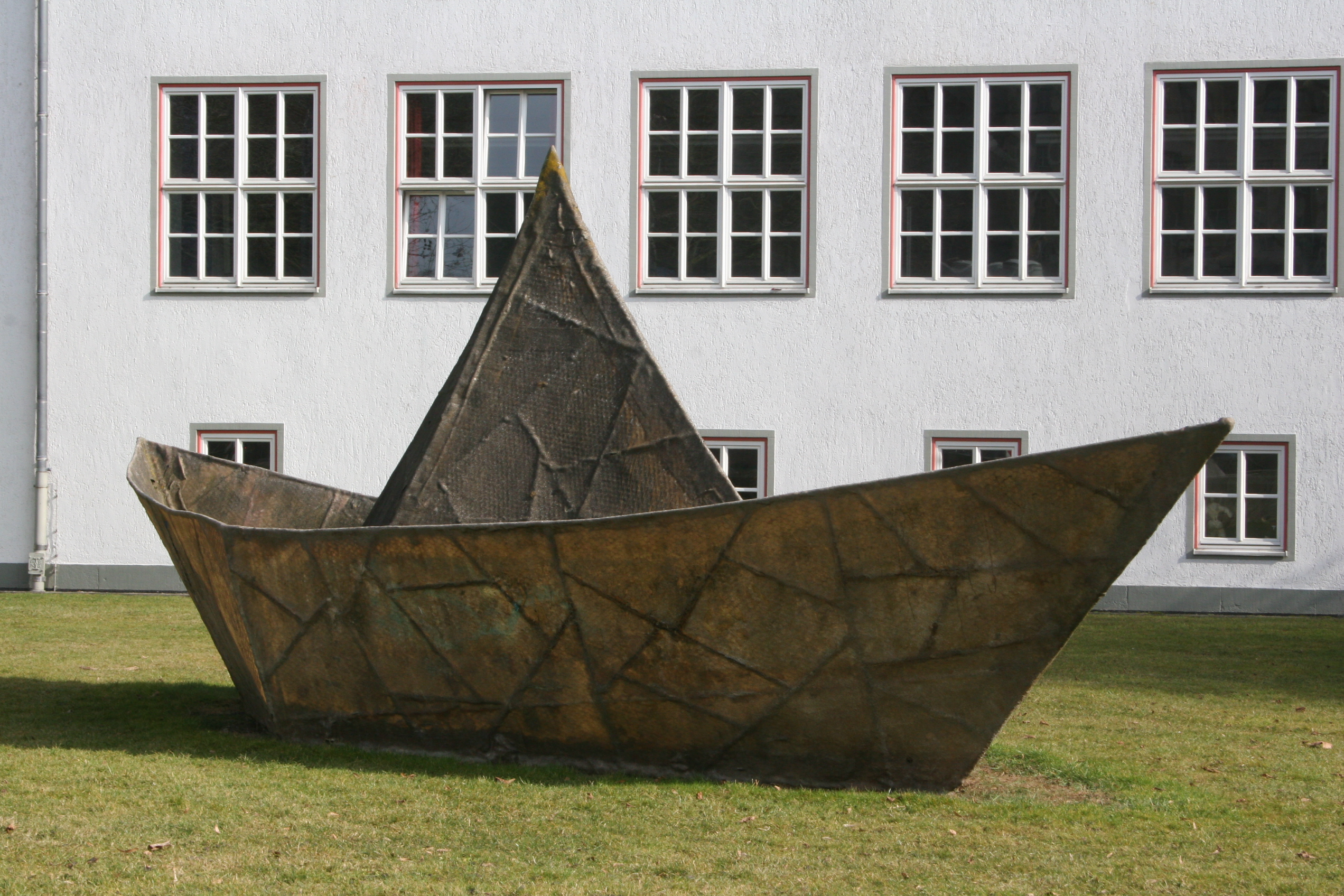
Traumschiff, Kassel
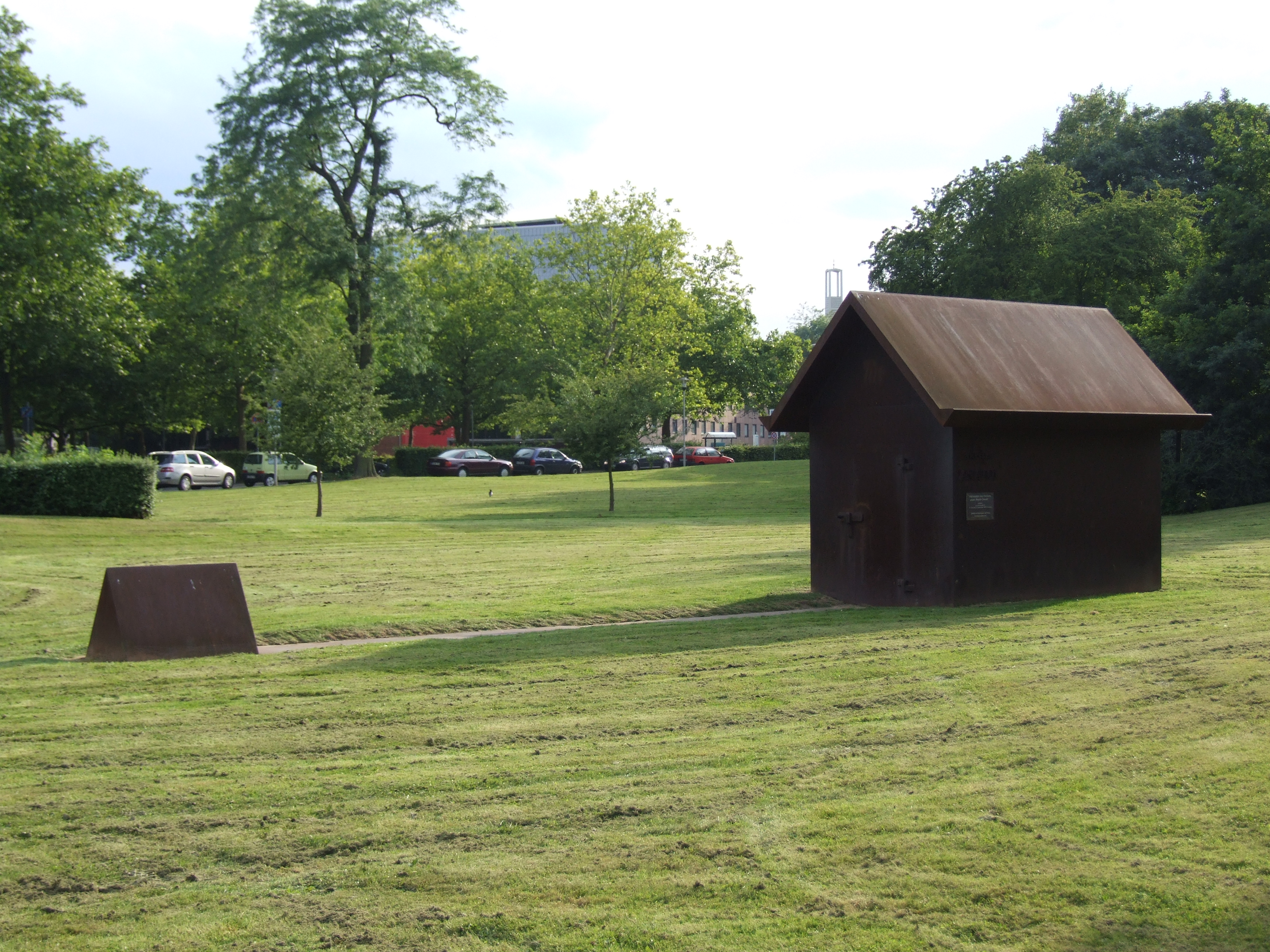
Wachstation des Denkens, Kassel